# 卡洛·埃馬努埃萊 (卡里尼亞諾)
卡洛·埃馬努埃萊（義大利語：Carlo Emanuele，1770年10月24日—1800年8月16日），卡里尼亞諾親王，義大利國王維托里奧·埃馬努埃萊二世的祖父。

## 家庭
1797年，卡洛·埃馬努埃萊與庫爾蘭公爵卡爾的女兒瑪麗亞·克里斯蒂娜結婚，兩人共有1子1女：
1. 卡洛·阿爾貝托（1798年—1849年），薩丁尼亞國王
2. 埃莉莎貝塔（1800年—1856年），奧地利大公夫人